# Санта-Україна
Приватне акціонерне товариство «Санта-Україна» — українське підприємство легкої промисловості, один із найбільших в Україні виробників готового одягу, зокрема — блузок, спідниць, сорочок.

## Історія підприємства
Підприємство розпочало свою історію в 1945 році, коли на підставі рішення Первомайського міськвиконкому від 19.05.1945 р. в приміщеннях колишньої миловарні було відкрито швейну фабрику. Загальна площа виробничих корпусів того часу становила 350 кв.м. 7 серпня 1945 року на фабрику було зараховано 19 перших працівників. Обов'язковою умовою для прийняття на роботу була наявність у працівниць власних швейних машинок. Вже у вересні того ж року на фабриці працювало 70 робітників і службовців. У виробництві перебувало 30 видів швейних виробів: пальта, костюми, сукні, білизна тощо. Окрім переробки державної сировини, приймалися замовлення від населення. Вже першого року роботи виробниче завдання було виконано на 130%. В 1946 році фабрика отримала 20 швейних універсальних машин. В 1949 році відкрито новий цех, де встановлено ще 20 швейних машин. 
До 5-річчя фабрики було збудовано експериментальний цех, їдальню, клуб. Зростали прибутки. Зменшувалася собівартість та модернізувалося виробництво. Наприкінці 1950-х років розпочалося будівництво нового двоповерхового цеху.
В 1966 році підприємство переходить на 5-денний робочий тиждень. Асортимент продукції урізноманітнювався, фабрика бере участь у республіканському оптовому ярмарку з продажу швейних виробів, де підписує низку вигідних контрактів. Наприкінці 1960-х років підприємство випускає продукції в 361 раз більше, ніж у 1945 році і в 3.8 разу більше, ніж у 1960 році.
В 1970-ті роки показники швейного виробництва постійно зростають. Продукція швейної фабрики отримує високу оцінку на республіканському рівні. У 1973 році вже 25 виробів фабрики удостоєні «Знаку якості».
В 1975 році за високі показники колектив первомайських швейників отримує перехідний Червоний Прапор Укршвейпрому Міністерства легкої промисловості. Високих державних нагород удостоєно найкращих працівників фабрики.
В 1977 році за багаторічні стабільно високі успіхи щодо виконання планових завдань Первомайській швейній фабриці присвоєно почесне звання підприємства імені 60-річчя Великого Жовтня.
В 1989 році фабрика виходить зі складу Миколаївського швейного об'єднання імені Кірова С. М. і стає самостійним підприємством. Після цього фонд розвитку виробництва було збільшено у двічі. На початку 1990-х років підприємство почало пошук нових форм співпраці з партнерами. На фабрику прибули представники індійської фірми «Харія».
28 лютого 1992 року підприємство змінило форму власності. На його основі було створене акціонерне товариство закритого типу «Санта-Україна». Одночасно було проведено деякі організаційні зміни безпосередньо на виробництві.
В умовах кризи середини 90-х років підприємству, попри все, вдалося втриматись на плаву, не допустити банкрутства. Починаючи з 1999 року підприємство почало нарощувати обсяги виробленої продукції. У 2000 році на розвиток виробництва було витрачено 1207.3 тис.грн., придбано нове обладнання відомих світових фірм «Маренго», «Бразер», «Штробель». Це значно сприяло підвищенню якості продукції. Відбулися перемовини з представниками всесвітньо відомих фірм «Штайльман», «Квелле», «Отто», результатом яких став договір на виробництво 400 тисяч одиниць виробів. На підприємстві збільшилась кількість працівників, розширився асортимент продукції.

## Директори
- Матвєєв Микола Семенович (1945—194?)
- Акулов Антон Давидович (194? — 1950)
- Чернецький Андрій Савович (1950 — 19??)
- Бондаренко Любов Мефодіївна (19?? — 1997)
- Дирдін Євген Михайлович (з 1997 донині)